# Paul Aïzpiri
Paul Aïzpiri né le 14 mai 1919 à Paris et mort dans la même ville le 22 janvier 2016 est un peintre et lithographe français.
Il est rattaché au courant de la Jeune Peinture de l'École de Paris.

## Biographie
Élève de l'École Boulle à Paris, puis de l'École nationale supérieure des beaux-arts où il est admis en 1936 dans l'atelier de Fernand Sabatté, Paul Aïzpiri expose au Salon d'automne juste après la Libération et obtient le troisième prix du Salon de la Jeune Peinture en 1951. Installé alors au 9, rue Falguière, c'est sous la présidence de Pierre Descargues, avec pour vice-présidents Paul Rebeyrolle et Gaëtan de Rosnay, qu'il est, aux côtés de Bernard Buffet, Paul Collomb, Michel de Gallard, Pierre Garcia-Fons, Daniel du Janerand, Jean Jansem, Mireille Miailhe, Michel Patrix, Raoul Pradier et Michel Thompson, membre du comité qui le 9 mars 1953 fonde l'Association dite de la Jeune Peinture.
Dans sa peinture et ses lithographies, observe Yvon Taillandier, « le volume n'est pas rendu par le modelé, mais par les contours. La suppression de la perspective atmosphérique, les libertés prises avec la perspective linéaire, l'importance donnée aux effets de matière, contribuent à créer une atmosphère chaude, confinée et irréelle ».
Surtout connu au Japon, ses œuvres sont exposées en permanence au Nakata Museum (en) d'Onomichi,.

## Œuvres

### Contributions bibliophiliques
- Ouvrage collectif (préface de René Huyghe), Douze poètes, douze peintres, deux gravures et dix lithographies originales (dont Paul Aïzpiri, André Minaux, Robert Savary), Éditions Association des amateurs de peinture, 1950.
- William Shakespeare (traduction de François Victor-Hugo), La sauvage apprivoisée, vingt-cinq lithographies originales de Paul Aïzpiri, cent cinquante exemplaires numérotés, Les Francs-Bibliophiles, 1957[6].
- Jean de Gerson, chancelier de l'Université de Paris, La Passion de Notre Seigneur, homélie, une aquarelle, un dessin et trente-deux lithographies originaux de Paul Aïzpiri, deux-cents exemplaires numérotés, Éditions Pierre de Tartas, 1960[9].
- Pierre Corneille, Le Cid, un frontispice et vingt-trois lithographies originales par Paul Aïzpiri, cent cinquante exemplaires numérotés, Société normande du livre illustré, 1960.
- François Mauriac, La Robe prétexte - Le Baiser au lépreux - Le Fleuve de feu - Plongées, un volume, frontispice de Bernard Buffet, illustrations de Paul Aïzpiri, Le cercle du bibliophile, 1960.
- Pierre Lyautey et Raymond Cogniat, Histoire de la France, quatre volumes avec illustrations hors texte de Paul Aïzpiri, Louis Berthomme Saint-André, Yves Brayer, Bernard Buffet, Christian Caillard, Roger Chapelain-Midy, Michel Ciry, Lucien Coutaud, André Dignimont, Lucien Fontanarosa, Michel de Gallard, Édouard Goerg, André Hambourg, Jean Jansem, Édouard Georges Mac-Avoy, André Minaux, Clément Serveau, Kostia Terechkovitch, Louis Touchagues, Pierre-Yves Trémois, Club du livre, Philippe Lebaud, 1963.
- Raymond Cogniat, Aïzpiri, cinq cents exemplaires numérotés enrichis d'une lithographie originale, Éditions de la galerie Romanet, 1963.
- Henry de Montherlant, La Reine morte - Malatesta - Pasiphaé, premier volume du Théâtre de Henry de Montherlant en cinq volumes, lithographies originales de Paul Aïzpiri, cinq cents exemplaies numérotés, Éditions Lids, Imprimerie nationale, 1965.
- L'atelier, album de lithographies originales de Paul Aïzpiri, Guy Bardone, André Brasilier, Bernard Buffet, André Cottavoz, René Genis, Paul Guiramand, Jean Jansem, André Minaux, Gravure Matignon, 1970.

### Peintures murales
- Hakata, hôtel Otani.

### Parolier de chanson
- La prière au soleil, musique de Jean-Eddie Crémier et Max Alexys, paroles de Roger Couderc et Paul Aïzpiri, interprétée par Armand Mestral, 1949[10].

## Expositions

### Expositions personnelles
- Galerie Parvillée, Paris, 1943[11].
- Galerie d'Art, Liège, Verviers, 1946.
- Musée de l'Athénée, Genève, 1952[11].
- Galerie Framond, Paris, 1952[11].
- Galerie Drouant-David, Paris, 1953[11].
- Galerie d'Art, Heerlen, 1953[11].
- Galerie Robert Martin, Alger, 1953[11].
- Galerie Paul Pétridès, Paris, 1954[11], juin 1955[12], 1956, mai-juin 1957[6], 1958, 1959[11], novembre 1961.
- Galerie Wildenstein, New York, 1956[11].
- Galerie Cardo-Matignon, Paris, 1958.
- Galerie Ohana, Londres, 1959[11].
- Galerie Acosta, Los Angeles, 1959[11].
- Galerie Romanet, Paris, 1963, 1965, juin 1969.
- Galerie Ducastel, Avignon, 1967, 1969, 1970, 1971, 1972, 1974, 1989, 1996, 1998.
- Galerie Tamenaga, Tokyo, 1971, 1982, 1984, juin 2016[13].
- Galerie Tamenaga, Paris, 1972, 1976, juin 1984 (Aïzpiri - Venise), 1987, avril mai 2014, avril 2016[13].
- Galerie du Bateau ivre, Bruxelles, 1972.
- Temma-Ya, Hiroshima, Okayama, 1973.
- Galerie Longchamp, Nice, 1985.
- Château de Val, Lanobre, 1985.
- Galerie Ferrero, Genève, 1986.
- Jean Art Gallery, Seoul, 1986.
- Château de Val, Lanobre, 1985.
- Rétrospective Paul Aïzpiri, Espace Cardin, Paris, 1990.
- Château de Vascœuil, 2000.
- Yamazaki Mazak Museum, Nagoya, 2016.

### Expositions collectives
- Galerie L'Équipe, Paris, 1938.
- Galerie L'Équipe, Paris, 1939.
- Salon des moins de trente ans, Paris, 1941, 1944-1948[11].
- Salon d'automne, Paris, 1943[11], 1945[8], 1946[14], 1947-1951[11].
- Salon de mai, Paris, 1946, 1950, 1952-1954[11].
- L'Association des amateurs de peinture présente Paul Aïzpiri, Bernard Buffet, André Minaux, Roger Montané, Maurice Rocher, Gaëtan de Rosnay, Robert Savary, Maurice Verdier…, Galerie Jacques Leuvrais, 182 rue du Faubourg-Saint-Honoré, Paris, janvier 1949[15].
- Salon des indépendants, Paris, 1949-1951[11].
- Salon de la Jeune Peinture, Paris, 1950-1953[11].
- Bimillénaire de Paris - Comité Montparnasse - Exposition de peintres et sculpteurs de l'École de Paris, La Coupole, Paris, juin-juillet 1951[4].
- Biennale de Lisbonne, 1951.
- Biennale de Menton (Alpes-Maritimes), 1951.
- Biennale de Venise, 1951, 1952[11].
- Salon des Tuileries, Paris, 1951-1955[11].
- Salon des peintres témoins de leur temps (présidence : Isis Kischka), Paris, à partir de 1951.
- Vingt-huit jeunes peintres, vingt-huit jeunes femmes, Galerie Drouant-David, Paris (Portrait de Nicole Courcel par Paul Aïzpiri), décembre 1951 - janvier 1952[16].
- Tapisseries et céramiques modernes - Paul Aïzpiri, Jean Lurçat, Henri Plisson, Gaëtan de Rosnay, Claude Schürr, Musée Sainte-Croix, Poitiers, 1952.
- Salon de l'art sacré, Paris, 1952[11].
- Salon du dessin et de la peinture à l'eau, Paris, 1952-1959[11].
- Lorjou, Aïzpiri, Minaux, Mottet, Sébire, Galerie Charpentier, 1953[17].
- Fleurs - Vingt-cinq jeunes peintres : Tony Agostini, Paul Aïzpiri, Richard Bellias, Bernard Buffet, Jean Commère, Roger Lersy, Jean Navarre, Michel Patrix, Paul Rebeyrolle, Gaston Sébire, Andrés Segovia…, galerie Visconti, Paris, juin 1953.
- La mer vue par trente jeunes peintres, Galerie Visconti, Paris, juin 1954.
- École de Paris, Galerie Charpentier, Paris, 1954-1958[11].
- Portraits par trente jeunes peintres, Galerie Visconti, Paris, juin 1955.
- Fleurs d'Aïzpiri à Vlaminck, galerie Fricker, 177, boulevard Haussmann, Paris, novembre-décembre 1955.
- Paul Aïzpiri, André Cottavoz, Jean Marzelle, Jean-Jacques Morvan, Marcel Mouly, Centre culturel américain, Alger, 1958.
- 4th International Hallmark Art Awards Exhibition, Musée d'art de Dallas, mai-juin 1959.
- La collection Julius Fleischmann, Contemporary Arts Center, Cincinnati, 1959[18].
- Panorama de la peinture contemporaine - Paul Aïzpiri, Jean-Pierre Alaux, Paul Ambille, Yves Brayer, Bernard Buffet, Rodolphe Caillaux, Jean Carzou, Michel Ciry, Marcel Cramoysan, Jef Friboulet, Pierre Gautiez, Camille Hilaire, Franck Innocent, Monique Journod; Michel King, Roland Lefranc, Édouard Georges Mac-Avoy, Georges Mirianon, Jean Navarre, Marcel Peltier, Christian Sauvé, Robert Savary, Gaston Sébire, Arthur Van Hecke…, hôtel de ville de Sotteville-lès-Rouen, mars 1980[19].
- De Bonnard à Baselitz - Dix ans d'enrichissements du cabinet des estampes Bibliothèque nationale de France, 1992[20].
- Années 50 - L'alternative figurative, musée d'Art Roger-Quilliot, Clermont-Ferrand, 2007[21].
- Une exposition de quatre artistes, Whitestone Gallery, Tokyo, 2012.
- Collections de gravures, Sun Gallery, Sun Art Center, Seoul, 2012.
- Among the four seasons - Spring, spring, Busan Museum of Art, Busan, 2012.
- Monsieur Sudreau et le Cyclope - De la collection beaux-arts de Montbéliard aux œuvres du Frac Franche-Comté, musée du Château des ducs de Wurtemberg, Montbéliard, avril-septembre 2013[22].
- Art en Capital, Grand Palais, Paris, novembre 2014, novembre 2015.
- La Jeune Peinture, Musée Henri-Martin, Gray (Haute-Saône), juillet-octobre 2017.

## Réception critique
- « Une sorte d'opium pictural qui eût sans doute plu à Charles Baudelaire. » - Raymond Charmet[23]
- « Le caractère insolite que donne la superposition sensible des matières se retrouve aussi dans la juxtaposition des couleurs et des formes carrelages : carreaux de casquette ou de veste qui déconcertent l'œil, profusion de petites figures linéaires qui ressemblent à des signes de ponctuation enfoncés dans la masse de la couleur, etc. Enfin, l'insolite est également perceptible dans les rapprochements inattendus d'objets : oiseau sur une épaule, voilier sur une table, ou encore clown coiffé d'un chapeau de paille. Ainsi l'art d'Aïzpiri ne manque-t-il pas de séduire ; mais il semble moins destiné à produire une impression profonde qu'une impression vive. » - Revue Connaissance des arts[12]
- « Tout se passe comme s'il y avait en lui deux courants, deux tendances qui s'opposent et résolvent leur contradiction dans un heureux accord. Emporté par un lyrisme expressionniste, baroque ensuite, une part de lui réagit et contrôle, tempère et impose. Les fulgurations de ses couleurs ne vont jamais jusqu'à la brutalité, se calmant aussitôt de finesses e-t de subtilités. Les déformations ne sont jamais grimaces des corps, des visages ou des objets, tout en demeurant expressives et faisant bien sentir ce que nous devons éprouver. Cette part lucide, constructive, alliée avec l'autre, qui le pousse à s'extérioriser vigoureusement, impose des cadres solides à ses effusions, les contraint à l'ascèse de la synthèse. » - Jean Dalvèze[24]
- « Aïzpiri ne nous a pas montré une Venise conventionnelle. Interprétant la doctrine du naturalisme, il a estimé que le peintre avait le droit de voir la nature à travers un tempérament - le sien. Il n'a eu cure ni de la nacre ni de la fluidité du paysage vénitien. Il l'a stabilisé dans des couleurs stridentes. Il a infligé la discipline à cette ville ondoyante dont il a su pourtant fixer ls nuances essentielles sur des toiles de petit format. Il a parfois meurtri Venise : c'est pour en rapporter dans ses filets les émaux du trésor de Saint-Marc, les mosaïques du temps où elles rutilaient. » - Pierre Mazars[25]
- « L'écriture parée de tons émaillés de cet peintre basque dissimule un fond de mélancolie sous une palette à l'orientale et un graphisme complexe. » - Gérald Schurr[26]
- « Rapidement, durablement, la couleur triomphe. À partir de 1952, Vincent Van Gogh, dont il apprécie l'écriture déchiquetée, torturée, en accord avec la souffrance de la nature, inspire au peintre un nouveau toucher et une palette plus colorée : finies les atmosphères évoquant les lendemain difficiles de la Seconde Guerre mondiale. Par la suite, la couleur s'intensifie au point de prendre en compte les stridences du fauvisme. Le dessin déchiqueté des années 50 cède la place à un trait plus discret ou même pratiquement inexistant. Aux scènes de rues entrevues à Marseille, aux petits métiers ambulants peints autour de 1948, succède un autre univers : celui du cirque qui occupe une place centrale dans l'œuvre. Ce monde enchanteur lui est familier depuis toujours et, plus encore, depuis sa rencontre avec Gilles Margaritis. Son burlesque et son baroque se marient pour nourrir l'inspiration. Pour longtemps, les faces colorées des clowns et des jongleurs, celles de monsieur Loyal, quand ce ne sont pas les personnages de la Commedia dell'arte, régentent l'univers du peintre. » - Éric Mercier[21]

## Récompenses et distinctions
- 3e prix du Salon de la Jeune Peinture, 1946.
- Prix Corsica de peinture, 1948.
- Prix national, Biennale de Venise, 1951.
- Prix international du Gemmail, Tours, 1972[27].

## Collections publiques

### Australie
- Melbourne, National Gallery of Victoria : Nature morte à la flûte, huile sur toile[28].

### Belgique
- Liège, musée d'Art moderne et d'Art contemporain.
- Verviers, musée des Beaux-Arts et de la Céramique.

### France
- Musée du château de Blois, Nature morte au pot blanc, huile sur toile 33x46cm[11].
- Castres, Musée Goya : Le théâtre ambulant (d'après Goya), huile sur toile[11].
- Lanobre, château de Val.
- Marseille, Musée des Beaux-Arts, Nature morte au pot d'étain et poivrons, huile sur toile 38x46cm[11].
- Montbéliard, musée du Château des ducs de Wurtemberg, Le marchand de volailles, huile sur toile 162x97cm[11].
- Montpellier, bibliothèque municipale.
- Paris, Département des estampes et de la photographie de la Bibliothèque nationale de France : lithographies, dont Vase fond bleu, Éditions Vision Nouvelle, 1978[20].
- Paris, musée d'Art moderne de la ville de Paris[11] :
  - Nature morte au pichet blanc, huile sur toile 73x92cm.
  - Meudon, huile sur toile 65x81cm.
- Puteaux, Fonds national d'art contemporain, dont dépôts[11] :
  - Fleurs; huile sur toile 92x73cm, ambassade de France à Belgrade.
  - Le peintre, huile sur toile 81x65cm, préfecture de l'Ain, Bourg-en-Bresse.
  - Paysage basque, huile sur papier 46x65cm, sous-préfecture de Mantes-la-Jolie.
  - Fleurs au pot d'étain, huile sur toile 116x89cm, préfecture des Alpes-Maritimes, Nice.
  - Automne, huile sur toile 60x120cm, 1955, préfecture de la Loire, Saint-Étienne.
  - La maison du coche, huile sur toile 69x88cm, mairie de Tonnerre (Yonne).
  - La corbeille jaune, huile sur toile 130x81cm, rectorat de Toulouse.
- Reims, résidence universitaire.

### Japon
- Nagoya, Yamazaki Mazak Museum (en).
- Onomichi, Nakata Museum (en).
- Yamagata, musée préfectoral de Yamagata.

### Pays-Bas
- Heerlen, musée des Beaux-Arts.

### Suisse
- Pully, musée d'Art de Pully.

## Collections particulières
- Julius Fleischmann (1900-1968), Cincinnati[18].
- Rae Rothfield, Melbourne, Le petit clown, huile sur toile[29].

### Filmographie
- Aïzpiri, du rêve à la réalité, film documentaire de Cédric Schiltz, production Tamenaga, Atopia Films. Durée : 26 min.